# Дом вице-губернатора (Нижний Новгород)
Дом вице-губернатора — памятник градостроительства и архитектуры федерального значения в Нижнем Новгороде. Здание построено в 1786—1788 годах, предположительно, по проекту губернского архитектора Я. А. Ананьина в стиле русского классицизма. В 1825—1827 годах расширено по проекту архитектора И. Е. Ефимова.               
Дом, выстроенный в период перепланировки города по первому регулярному плану, входит в архитектурный ансамбль Нижегородского кремля. Фиксирует восточную сторону плац-парадной площади. Является одним из лучших образцов русского классицизма в архитектуре Нижнего Новгорода.                    

## История
В период перепланировки Нижнего Новгорода на основе первого регулярного плана в последней трети XVIII века, в западной части Нижегородского кремля велось возведение нового ансамбля административной плац-парадной площади. Для размещения квартиры нижегородского вице-губернатора по восточной стороне площади в 1786—1788 годах было возведено новое здание. Первоначально предполагалось застроить эту сторону площади единым фасадом, аналогично Присутственным местам, из которых дом вице-губернатора должен был составить южную половину, а смежный с ним губернаторский дом — северную. Корпуса должна была соединить каменная арка, с проездом к Спасо-Преображенскому собору. Замысел не осуществлён полностью, был выстроен только дом вице-губернатора.
Автором проекта считается первый нижегородский губернский архитектор Я. А. Ананьин, однако не было обнаружено ни одного проектного чертежа с его подписью. В плане здание представляло собой узкий П-образный корпус с небольшим уширением в центре со двора. К основному корпусу примыкал одноэтажный дворовый хозяйственный корпус (сегодня — памятник истории «Служебный корпус при доме нижегородского вице-губернатора, в котором размещалась первая губернская типография»), в результате чего сложилось замкнутое дворовое пространство.
В 1809 году, после пожара в корпусе Присутственных мест, они были переведены в дом вице-губернатора и размещались в нём до 1917 года. Только в период Отечественной войны 1812 года в доме в зимние месяцы 1812—1813 годов расположились чиновники трёх московских департаментов Правительствующего сената. 
В 1825—1827 годах нижегородский губернский архитектор И. Е. Ефимов осуществил проект расширения корпуса, пристроив к южному и дворовому фасадам несколько помещений, а также устроив третий этаж. Декор и построение фасада здания были сохранены. 
С 1917 года здание использовалось, как административное. В 1996 году в нём разместился арбитражный суд Нижегородской области.